# Agonita seminigra
Agonita seminigra là một loài bọ cánh cứng trong họ Chrysomelidae. Loài này được Tan & Sun miêu tả khoa học năm 1962.